# La Légende de Midas
La Légende de Midas è un cortometraggio muto del 1910 diretto da Louis Feuillade.

## Produzione
Il film fu prodotto dalla Société des Etablissements L. Gaumont

## Distribuzione
Distribuito dalla Société des Etablissements L. Gaumont, uscì nelle sale cinematografiche francesi nel 1910 anche con il titolo alternativo Midas. Negli Stati Uniti, uscì il 26 febbraio 1910 presentato come The Legend of King.